# Микулино (Вілейський район)
Микулино (біл. вёска Мікуліна) — село в складі Вілейського району Мінської області, Білорусь. Село підпорядковане Довгинівській сільській раді, розташоване в північній частині області.

## Історія
У 1921–1945 роках застінок знаходилось у Польщі, у Вільнюській воєводстві, Вілейського повіту, гміні Довгиново.

## Населення
- 1921 рік - 258 люди, 43 будинки[1].
- 1931 рік - 254 люди, 49 будинки[2].